# Fredy Hinestroza
Fredy Hinestroza Arias (ur. 5 kwietnia 1990 w Medellín) – kolumbijski piłkarz występujący na pozycji lewego skrzydłowego, reprezentant Kolumbii, od 2019 roku zawodnik Junior.

## Kariera klubowa
Hinestroza pochodzi z Medellín i jest wychowankiem tamtejszej amatorskiej drużyny CF Ferroválvulas. Stamtąd jako dwudziestolatek przeniósł się do lokalnego Atlético Nacional, w którego barwach 31 sierpnia 2011 w przegranym 1:2 spotkaniu z La Equidad zadebiutował w Categoría Primera A. Z powodu kłopotów proceduralnych nie mógł jednak podpisać profesjonalnej umowy z drużyną prowadzoną przez Santiago Escobara, wobec czego wraz z końcem roku przeniósł się do niżej notowanego CD La Equidad ze stołecznej Bogoty. Tam szybko został jednym z podstawowych graczy drużyny, premierowego gola w lidze zdobywając 17 czerwca w zremisowanej 2:2 konfrontacji z Santa Fe. Ogółem barwy La Equidad reprezentował przez dwa i pół roku, będąc wyróżniającym się zawodnikiem w lidze, nie odniósł jednak żadnych sukcesów drużynowych.
Latem 2014 Hinestroza na zasadzie rocznego wypożyczenia przeniósł się do hiszpańskiego Getafe CF. W tamtejszej Primera División zadebiutował 24 sierpnia 2014 w przegranym 1:3 meczu z Celtą, zaś pierwszą bramkę strzelił 9 kwietnia 2015 w wygranym 1:0 pojedynku z Elche CF. Jako kluczowy gracz linii pomocy zajął z podmadrycką drużyną piętnaste miejsce w tabeli na koniec sezonu, po czym został wypożyczony do hiszpańskiego drugoligowca Real Saragossa (kwota transferu wyniosła 50 tysięcy euro). Barwy tego klubu również reprezentował przez rok, ponownie mając niepodważalną pozycję w wyjściowym składzie – jego ekipa bezskutecznie walczyła jednak o awans do najwyższej klasy rozgrywkowej i uplasowała się dopiero na ósmym miejscu w tabeli.
W lipcu 2016 Hinestroza przeszedł do meksykańskiego zespołu Santos Laguna z siedzibą w Torreón. W Liga MX zadebiutował 17 lipca 2016 w zremisowanym 0:0 spotkaniu z Tigres UANL, lecz nie spełnił pokładanych w nim nadziei i już po sześciu miesiącach został oddany do walczącej o utrzymanie ekipy Tiburones Rojos de Veracruz.

## Statystyki kariery
| Atlético Nacional | 2011      | Kolumbia  | Primera A        | 1   | 0  | 1  | 0  | —  | — | —   | 2   | 0  |
| La Equidad        | 2012      | Kolumbia  | Primera A        | 35  | 4  | 8  | 0  | CS | 1 | 0   | 44  | 4  |
| La Equidad        | 2013      | Kolumbia  | Primera A        | 28  | 2  | 8  | 0  | CS | 5 | 0   | 41  | 2  |
| La Equidad        | 2014      | Kolumbia  | Primera A        | 18  | 2  | 2  | 0  | —  | — | —   | 20  | 2  |
| Getafe CF         | 2014–2015 | Hiszpania | Primera División | 33  | 2  | 6  | 0  | —  | — | —   | 39  | 2  |
| Real Saragossa    | 2015–2016 | Hiszpania | Segunda División | 31  | 2  | 1  | 0  | —  | — | —   | 32  | 2  |
| Santos Laguna     | 2016–2017 | Meksyk    | Liga MX          | 14  | 0  | —  | —  | —  | — | —   | 14  | 0  |
| Veracruz          | 2016–2017 | Meksyk    | Liga MX          | 9   | 0  | —  | —  | —  | — | —   | 9   | 0  |
| Veracruz          | 2017–2018 | Meksyk    | Liga MX          |     |    |    |    | —  | — | —   |     |    |
| Ogółem            |           |           |                  |     |    |    |    |    |   |     |     |    |
| Kolumbia          | Kolumbia  | Kolumbia  | 82               | 8   | 19 | 0  | CS | 6  | 0 | 107 | 8   |    |
| Hiszpania         | Hiszpania | Hiszpania | 64               | 4   | 7  | 0  | —  | —  | — | 71  | 4   |    |
| Meksyk            | Meksyk    | Meksyk    | 23               | 0   | —  | —  | —  | —  | — | 23  | 0   |    |
| Ogółem            | Ogółem    | Ogółem    | Ogółem           | 169 | 12 | 26 | 0  | CS | 6 | 0   | 201 | 12 |

Legenda:
- CS – Copa Sudamericana